# Eunomianos
Con el nombre de eunomianos se ha designado a una secta herética, que no es más que una rama de los arrianos, cuyo jefe era Eunomio, obispo de Ciziсо, elevado a esta dignidad en el año de 360 y  depuesto de ella por sus errores. La amistad del emperador Valente lo restableció en su obispado cuando sus adeptos y partidarios querían procurarle el de Samosala; pero muerto Valente, fue nuevamente depuesto el prelado heresiarca y en esta situación vino a morir en Capadocia.
Los postulados principales de esta secta eran el de sostener que conocían a Dios tan perfectamente como él se conoce a sí mismo: que el hijo de Dios no era realmente Dios y que tampoco había tomado naturaleza humana sino asimiládose a ella por su virtud y operaciones. La fe sola bastaba para la salvación según ellos aunque se cometiesen los mayores crímenes y se viviese en estado de impenitencia. Hacían volver a bautizar a todos los que lo habían sido en nombre de la Santísima Trinidad, rechazaban la triple inmersión que se hace en el bautismo, el culto de los mártires y el honor que se tributaba a las reliquias de los santos. También recibieron estos sectarios el nombre de trogloditas.